# Choong Tan Fook
Choong Tan Fook (Ipoh, 6 de febrero de 1976) es un deportista malasio que compitió en bádminton, en la modalidad de dobles. Ganó dos medallas de bronce en el Campeonato Mundial de Bádminton en los años 2001 y 2007.

## Palmarés internacional
| Campeonato Mundial | Campeonato Mundial     | Campeonato Mundial | Campeonato Mundial |
| Año                | Lugar                  | Medalla            | Prueba             |
| ------------------ | ---------------------- | ------------------ | ------------------ |
| 2001               | Sevilla (España)       | Medalla de bronce  | Dobles             |
| 2007               | Kuala Lumpur (Malasia) | Medalla de bronce  | Dobles             |